# Cordone nefrogenico
Nello sviluppo embriologico dell'uomo il cordone nefrogenico rappresenta quella porzione di mesoderma intermedio, costituita dalla sua porzione toracica inferiore, lombare e sacrale, che non va incontro a segmentazione. Il resto del mesoderma intermedio, invece, va incontro a segmentazione e dà origine ai nefrotomi. In generale dal mesoderma intermedio si sviluppa l'apparato urinario.

## Sviluppo
I cordoni nefrogenici si formano bilateralmente dalla condensazione del mesoderma intermedio e si estendono dai segmenti cervicali a quelli sacrali dell'embrione lungo la parete posteriore di quest'ultimo. Vanno incontro a tre fasi di sviluppo dette rispettivamente fase pronefrica, mesonefrica e metanefrica.